# پائولو مندز دا روشا
پائولو مندز دا روشا (به پرتغالی: Paulo Mendes da Rocha) (زادهٔ ۲۵ اکتبر ۱۹۲۸ – درگذشتهٔ ۲۳ مهٔ ۲۰۲۱) معمار برجسته برزیلی و برنده جایزه پریتزکر ۲۰۰۶ بود.